# Euproctis coreana
Euproctis coreana är en fjärilsart som beskrevs av Matsumura 1927. Euproctis coreana ingår i släktet Euproctis och familjen tofsspinnare. Inga underarter finns listade i Catalogue of Life.